# マリアン・ザジーラ
マリアン・ザジーラ（Marian Zazeela、1940年4月15日 - 2024年3月28日）は、ニューヨーク市に拠点を置くライト・アーティスト、デザイナー、画家、ミュージシャンである。彼女は1960年代のニューヨークの実験音楽集団シアター・オブ・エターナル・ミュージックのメンバーであり、ミニマリストの作曲家ラ・モンテ・ヤングとの共同作業で知られている。

## 人生と仕事
ロシア系ユダヤ人の両親に生まれ、ブロンクスで育ったマリアン・ザジーラは、ラガーディア高校 (Fiorello H. LaGuardia High School of Music & Art and Performing Arts)とベニントン・カレッジで教育を受け、ポール・フィーリー、ユージン・C・グーセン、トニー・スミスに師事した。彼女は、1960年に絵画の専攻で文学士号を取得した。
卒業後すぐ、彼女はニューヨークに移り、リロイ・ジョーンズの『The System of Dante's Hell』に舞台美術を提供したり、ジャック・スミス（彼の映画『Flaming Creatures』と写真集『The Beautiful Book』に登場）の前で演技し、モデルを務めた。1962年には、作曲家のラ・モンテ・ヤングに紹介された。
1960年代前半の急速な成長期に、ザジーラはヤングの音楽集団シアター・オブ・エターナル・ミュージック（写真家のビリー・ネーム、ミニマリストでミュージシャンのテリー・ライリー、ミュージシャンのジョン・ケイル、ビデオ・アーティストでミュージシャンのトニー・コンラッド、そして詩人でミュージシャンのアンガス・マクリーズも時によって含まれていた）にボーカリストとして参加しただけでなく、アンディ・ウォーホルにインスピレーションを与え、著名なライト・アーティストであるダン・フレイヴィンの初期の作品と同時期に行われたとされる、レーザーショー（この形式としては最初期のもの）もプロデュースした。この作品は彼女の以前の「より表現主義的な」書道のキャンバスとドローイングから導き出され、現在は主に静止画像のスライドと、とてもゆっくり解ける物質でブレンドされたゲルを使用してサイケデリックなイメージを描き、オプ・アートに関連する光学効果をつくり出している。1965年に、彼女はこの作品を「装飾的光年の網目模様 (Ornamental Lightyears Tracery)」と名付け、その後、ニューヨーク近代美術館、オルブライト＝ノックス美術館、メーグ財団、ストックホルム近代美術館、メトロポリタン美術館、ドクメンタ5、ハウス・デア・クンスト、MELA財団、ディア芸術財団など、さまざまなギャラリーや会場で発表された。
次の30年にわたって、ザジーラはこの作品をさらに環境や彫刻の形として作り上げた。多くの場合、彼女が題した「夕暮れの適応環境 (Dusk Adaptation Environment)」（インスタレーション）、「静止光 (Still Light)」（彫刻）、「マゼンタの日/マゼンタの夜 (Magenta Day / Magenta Night)」（インスタレーション/彫刻）、そしてより一般的な「光」といった作品に、色の付いた光と色の影を用いている。1960年代後半までに、期間を区切って、五感を刺激する、ヤングのミニマル・ミュージックとのコラボレーションによる、「ドリーム・ハウス (Dream Houses)」というタイトルの長期インスタレーションとして想定されたライト・ワークを発表し始めた。275チャーチ・ストリートにあるそのうちの1つは、夫婦のロフトの上にあり、1990年代前半から運営され、週4日一般に公開されている。
1970年、ザジーラはパンディット・プラン・ナートとヒンドゥスターニー音楽をカイラーナの学校で学び始めた。彼女はそれ以来、ナートの献身的な弟子であった（パンディット・プラン・ナートは1996年に亡くなった）。彼女は、ヤングや他のメンバーと時々演奏を行っている。彼女の「Selected Writings」が1969年にヤングと共に出版され、ヘンリー・フリントとキャサリン・クリスター・ヘニックス（ウィリアム・ダックワース編集）によるザジーラに関する2冊の本が、1996年にバックネル大学出版局によって出版された。彼女のドローイングのモノグラフは、2000年頃にドイツにて3つの言語で出版された。
2024年3月28日にニューヨークの自宅で死去。83歳没。

## ディスコグラフィ

### アルバム
- Dream House 78' 17" (1974年、Shandar) ※ラ・モンテ・ヤング、マリアン・ザジーラ名義